# Tanac
Tanac is een plaats in de gemeente Jasenovac in de Kroatische provincie Sisak-Moslavina. De plaats telt 167 inwoners (2001).